# Cassia afrofistula
Cassia afrofistula är en ärtväxtart som beskrevs av John Patrick Micklethwait Brenan. Cassia afrofistula ingår i släktet Cassia och familjen ärtväxter. Inga underarter finns listade i Catalogue of Life.